# Карлскруна (хоккейный клуб)
«Карлскруна» (швед. Karlskrona HK) — шведский клуб по хоккею с шайбой из Карлскруны. Основан в 2001 году.

## История
Хоккейный клуб «Карлскруна» был основан в 2001 году (после банкротства Karlskrona IK, ранее представлявшего город в первенствах Швеции). В сезоне 2008/09 клуб впервые стал выступать в первом шведском дивизионе, третьей по силе лиге Швеции. В сезоне 2012/13 команда дебютировала во второй по значимости лиге. В этой лиге «Карлскруна» провела три сезона. В сезоне 2014/15 команда по итогам чемпионата завоевала путёвку в элитную лигу Швеции. В дебютном сезоне в SHL клуб занял последнее 14-е место, однако отстоял своё место в лиге, переиграв в переходных матчах АИК.